# 玉岗镇
玉岗镇，是中华人民共和国黑龙江省齐齐哈尔市克东县下辖的一个乡镇级行政单位。

## 行政区划
玉岗镇下辖以下地区：
新合村、新胜村、新兴村、群英村、春和村、复兴村、兴华村、建国村、前进村、双权村、爱民村、青山村、新家村、东风村、福录村、邻河村、北兴村、忠良村和永久村。